# Phasia lauta
Phasia lauta là một loài ruồi trong họ Tachinidae.